# Ярмут (Новая Шотландия)
Я́рмут (англ. Yarmouth) —  город и порт на юго-западе канадской провинции Новая Шотландия на берегу залива Мэн. Административный центр одноимённого округа и самый крупный населённый пункт одноимённого графства. Население города составляет 6 761 человек.
В XVIII и XIX веках город являлся одним из центров судостроения Канады. Во время Второй мировой войны в городе размещалась военно-морская база.
В настоящее время экономика города в основном базируется на рыболовстве и переработке рыбы, но и эта отрасль сильно пострадала в связи со снижением уловов. Всё большее значение приобретает ловля омаров и морских гребешков. 
В городе находится музей и архив графства Ярмут и филиал Художественной галереи Новой Шотландии.

## Известные жители
Сесилия Витс Джемисон (урождённая Дейкин) — американская писательница.

## Галерея

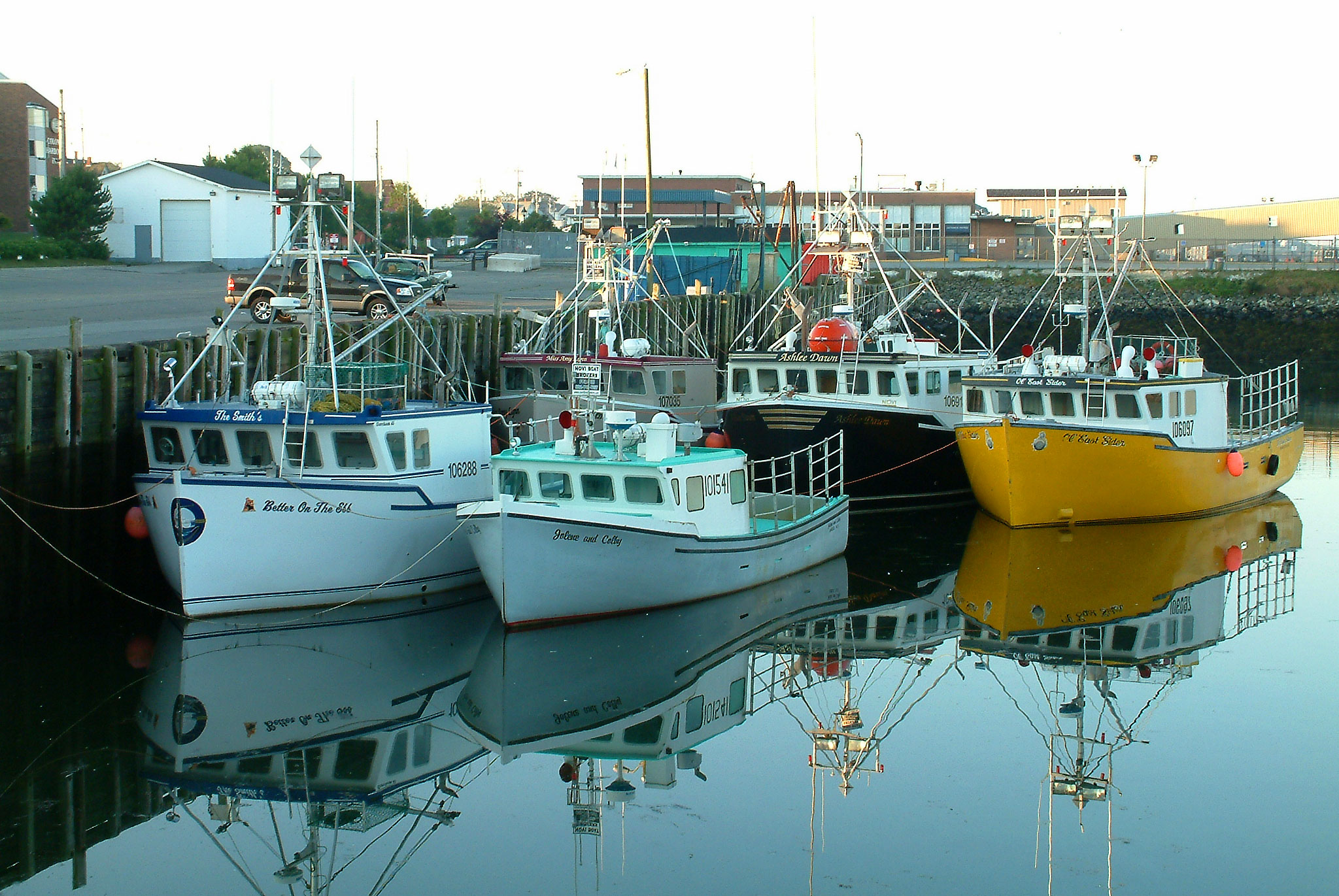
Рыболовецкие суда в порту Ярмута
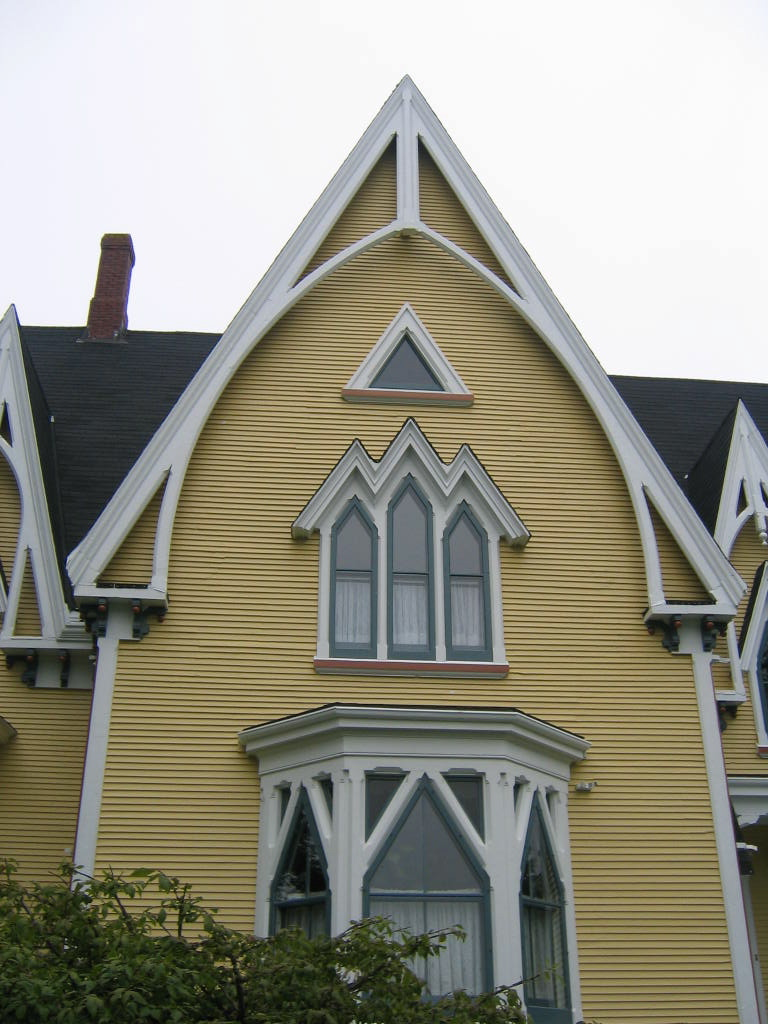